# Máthé József (irodalomtörténész)
Máthé József (Kilyénfalva, 1937. március 23. –) romániai magyar irodalomtörténész.

## Élete
Gyergyószentmiklóson érettségizett 1953-ban, majd a Bolyai Tudományegyetemen magyar irodalom szakos tanári oklevelet szerzett 1958-ban. Általános iskolai tanár volt Mezőmadarason és népművelő Maros megye mezőségi körzetében, majd a marosvásárhelyi Tanárképző Főiskola tanáraként dolgozott 1961–78-ban, majd a marosvásárhelyi rádió magyar adásának irodalmi munkatársa volt 1975 és 1985 között. Magyarországra való áttelepedéséig marosvásárhelyi középiskolákban tanított (1978–87), ezután a budapesti Tanártovábbképző Intézet előadója lett.

## Művei
Első írását az Ifjúmunkás közölte (1961), irodalomnépszerűsítő cikkeivel helyi lapokban (Vörös Zászló, Hargita) jelentkezett. A marosvásárhelyi Tanárképző Főiskola 1969-es évkönyvében bemutatta az első marosvásárhelyi folyóiratot, a Mentovich Ferenc szerkesztette Marosvásárhelyi Füzeteket (1858–60); Áprily Lajos harminc Tompa Lászlóhoz intézett levelét közölte (NyIrK, 1972/2 és 1976/1); Áprily és Ady című írása az Igaz Szó 1977/10. számában jelent meg. Gondozta, előszóval látta el Petelei István novelláit (A kakukkos óra, 1969), valamint Áprily Lajos válogatott verseit és műfordításait (Őszi muzsika, Kv. 1976).